# Isis van Loon
Pour les articles homonymes, voir van Loon.
Isis van Loon née le 16 mars 2002, est une joueuse néerlandaise de hockey sur gazon. Elle évolue au poste d'attaquante au HGC et avec l'équipe nationale néerlandaise.

## Carrière
- Elle a fait ses débuts en équipe première le 8 avril 2022 contre l'Inde à Bhubaneswar lors de la Ligue professionnelle 2021-2022[1].

## Palmarès
- : 2e à la Ligue professionnelle 2021-2022.